# آرمادیلوی کوتوله
آرمادیلوی کوتوله (نام علمی: Zaedyus pichiy) نام یک گونه از تیره آرمادیلو است.